# Кил-ҫурт, хушма хуҫалӑх
«Кил-ҫурт, хушма хуҫалӑх» (с чуваш. — «Дом, приусадебное хозяйство») — газета, выходящая на чувашском языке в Чувашской Республике. В газете рассматриваются вопросы приусадебного хозяйства.

## Данные
Учредитель газеты — государственное унитарное предприятие «Издательский дом „Хыпар“». Тираж 27 898 экз. Выходит 1 раз в неделю на 4 листах формата А3.
Адрес: г. Чебоксары, пр. И. Яковлева, 13.
Редактор Т. В. Ильина.